# Azla
Azla  (in arabo ازلا‎?) è un centro abitato e comune rurale del Marocco situato nella provincia di Tétouan, regione di Tangeri-Tetouan-Al Hoceima. Conta una popolazione di 16 128 abitanti (censimento 2014).